# Templi megalitici di Malta
I templi megalitici di Malta sono sette strutture megalitiche situate sulle isole di Malta e di Gozo, costruiti tra il IV e il III millennio a.C. .
Questi templi sono stati dichiarati patrimonio dell'umanità dall'UNESCO: all'inizio il patrimonio comprendeva solo i due templi che formano il complesso di Gigantia sull'isola di Gozo (1980). La nomina venne estesa nel 1992 per includere altri sei templi distribuiti a Malta.
I templi - in ordine cronologico dal più antico al più recente - che attualmente compongono il patrimonio UNESCO di Malta sono (tra parentesi i termini in lingua maltese):
- Gigantia (Ġgantija)
- Scorba (Skorba)
- Ta Hagrat (Ta' Ħaġrat)
- Ħaġar Qim
- Menaidra (Mnajdra)
- Tarscen (Tarxien)

## Gigantia

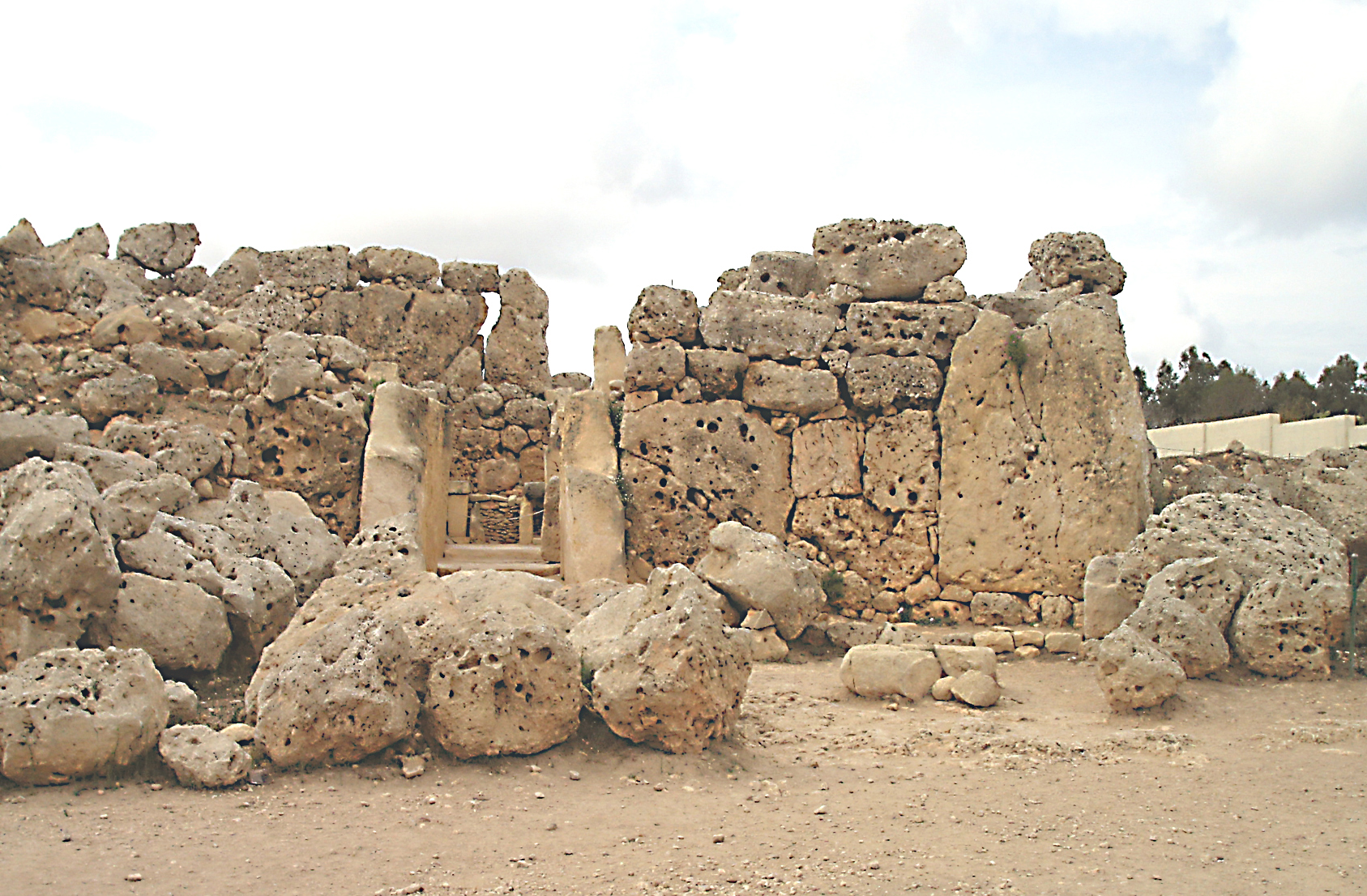
I resti megalitici di Gigantia.

Il complesso megalitico fu eretto sull'isola di Gozo dalla prima popolazione maltese tra il 3600 ed il 3000 a.C., in tre momenti differenti.
Il tempio è composto di due unità costruite una a fianco dell'altra, racchiuse in un unico muro esterno e recanti lo stesso prospetto; ambedue possiedono un ingresso che si affaccia su un piazzale in terra battuta. Anche se attualmente questi edifici sono comunemente chiamati templi, si conosce ancora molto poco di ciò che avveniva al loro interno; si presume però che fossero praticati rituali di natura religiosa.
Gigantia fu utilizzato per circa mille anni, fino alla metà del terzo millennio a.C. (2500 a.C. circa), momento in cui la prima popolazione e la relativa cultura templare maltese scomparvero misteriosamente.

### Dall'Ottocento ad oggi
Gigantia, che si trova nella cittadina di Xagħra, fu il primo monumento maltese ad essere ripulito dal terreno e dai detriti accumulatisi nel tempo: il Colonnello John Otto Bayer - in seguito al suo trasferimento presso Gozo come comandante delle truppe inglesi ed amministratore dell'isola nel 1820 - si occupò di condurre le opere di scavo impiegando i detenuti della prigione gozitana e coprì le spese grazie a fondi propri.
Prima degli scavi si riteneva che il tempio fosse in realtà una torre difensiva eretta da giganti, tale credenza popolare è testimoniata dalla parola maltese «ġgant» che significa «gigante».
Dopo gli scavi condotti da Bayer il tempio rimase in balia di depredazioni per oltre un secolo, fino agli anni Trenta del Novecento quando il terreno su cui insistevano le rovine, fu acquistato dal governo. Furono svolte opere di restauro che portarono il sito ad essere visitabile dal 1949.
Con l'istituzione di Heritage Malta - agenzia nazionale deputata alla gestione dei musei e del patrimonio culturale - il tempio è, dal 2003, sotto la sua gestione.
Attualmente Gigantia è l'attrazione culturale più visitata delle isole maltesi.

## Scorba

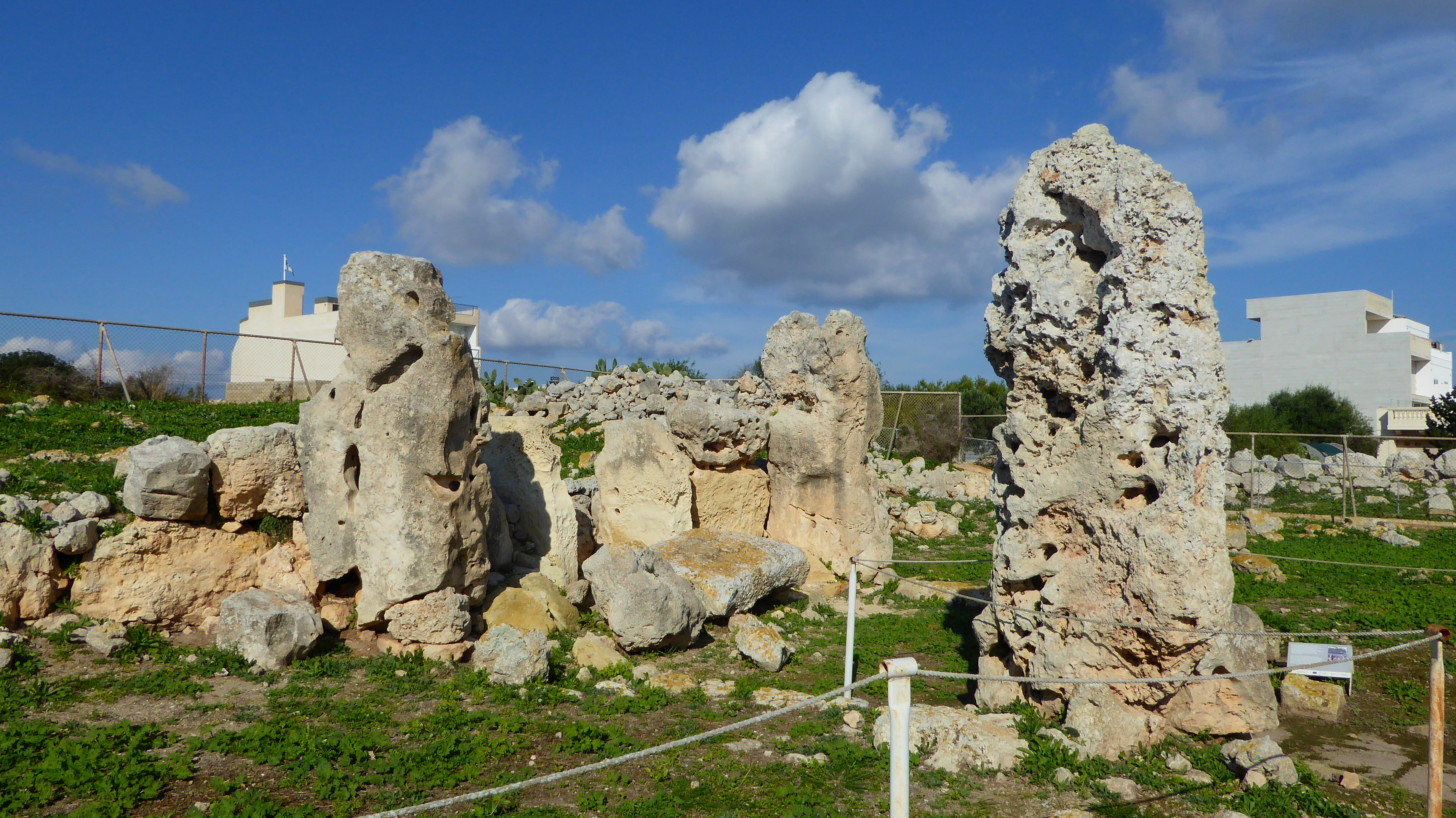
Scorba

Due strutture megalitiche compongono tale tempio, sito al limitare della cittadina di Mġarr, al confine con Żebbiegħ (isola di Malta).
Il nucleo originario - databile alla fase Gigantia, 3600 - 3200 a.C. - presenta una planimetria a trifoglio e la camera principale fu riutilizzata all'inizio dell'età del Bronzo.
La seconda struttura appartiene alla fase Tarscen (3000-2500 a.C.), ed è composto di due absidi per lato più una nicchia centrale.
I resti più antichi appartengono ad un muro di 11 metri del periodo 5000 - 4300 a.C..
Nella parte orientale del sito preistorico furono portate alla luce due absidi datate alla fase Red Scorba, 4400 - 4100 a.C..

### Gli scavi del Novecento
Scavi preliminari furono svolti nel 1937 ed in scala maggiore tra il 1961 ed il 1963 da Trump: Scorba fu il primo sito ad essere scavato con tecniche moderne. Furono individuate altre due fasi: Grey Scorba e Red Scorba.
Tra i ritrovamenti vi sono figure femminili stilizzate e capanne domestiche; due di queste ultime sono databili alla fase Gigantia e furono realizzate con mattoni crudi poggiati su fondamenta rocciose (pavimentazioni in torba).

## Ta Hagrat

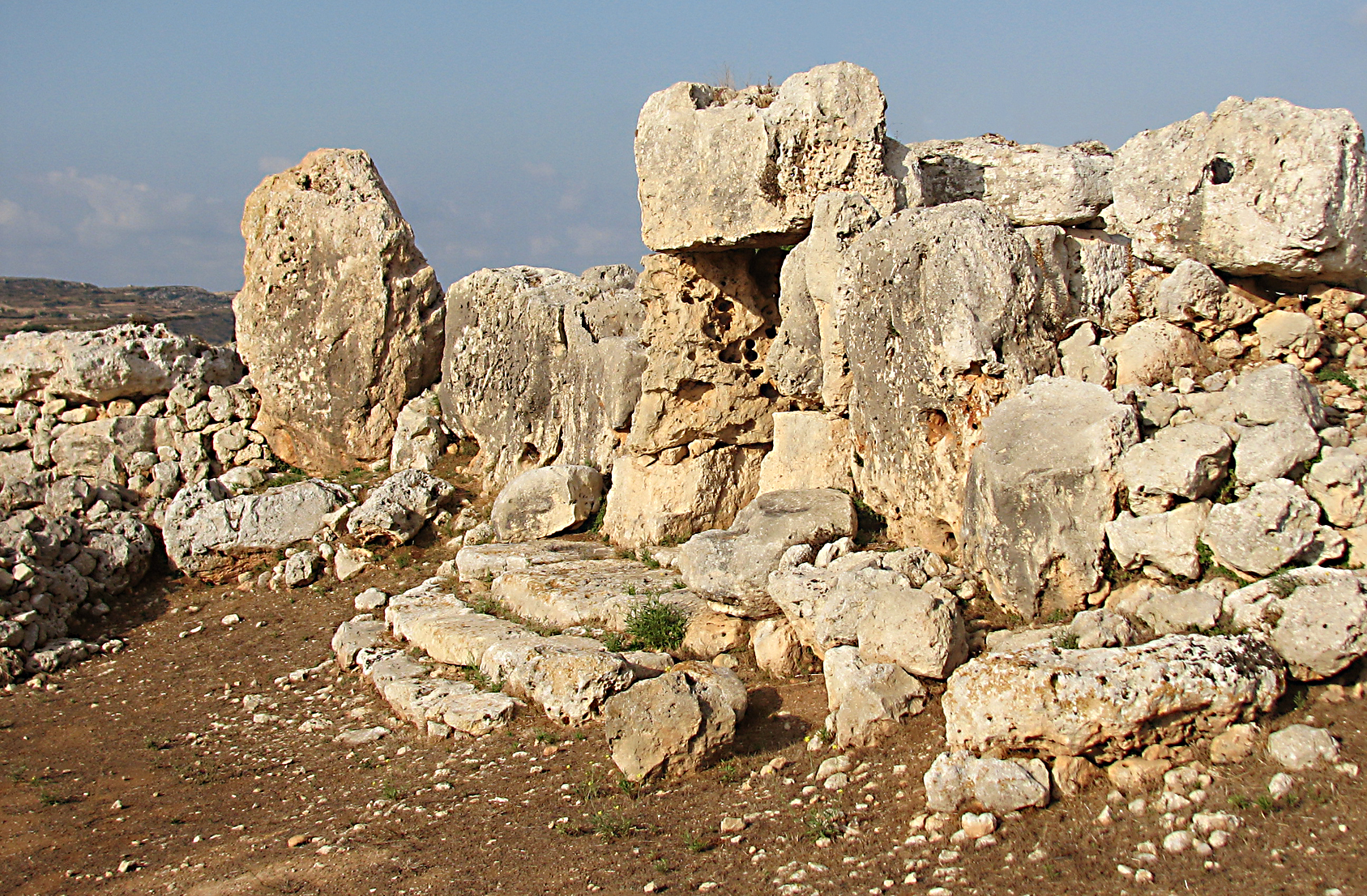
Ta Hagrat

Si tratta di un sito preistorico appartenente, come Scorba, alla cittadina di Mġarr, nell'area settentrionale dell'isola di Malta, composto di due strutture megalitiche, la maggiore è riconducibile al periodo 3600 - 3200 a.C. e presenta tre camere semicircolari che partono da una corte rettangolare. L'edificio è introdotto da una facciata concava con ingresso monumentale. La stanza ad est fu modificata per far spazio ad una struttura minore, con la stessa impostazione planimetrica.

### La scoperta del sito
Nel 1916, alcuni contadini segnalarono la presenza di alcune grandi pietre che emergevano dal terreno omonimo a Sir Themistocles Zammit, direttore all'epoca del National Museum of Archaeology di Valletta che, tra il 1923 ed il 1926, condusse alcune campagne di scavo archeologico.
Il sito era disturbato da un grande albero di carrube che aveva dislocato gli elementi orizzontali dell'ingresso monumentale del tempio, ricollocati nel 1937.
Ulteriori scavi furono svolti da John Evans negli anni Cinquanta e da David Trump negli anni Sessanta.
Durante suddette opere di scavo fu rinvenuto materiale ceramico datato tra la fase Għar Dalam (3600 - 3200 a.C.) e Tarscen (3150 - 2500 a.C.) dimostrando che esistevano attività precedenti alla costruzione del tempio. Fu rinvenuto un modellino lapideo, alcune maniglie decorate con una testa di montone ed una pietra triangolare con un foro ellittico in cima; i primi due elementi sono ad oggi esposti nel National Museum of Archaeology di Valletta.
Sia il tempio di Scorba che quello di Ta Hagrat sono estremamente fragili, motivo per cui vi sono dei limiti per il loro accesso: sono difatti accettati solo 15 visitatori per volta, non più di 45 al giorno, per un massimo di 90 alla settimana.

## Ħaġar Qim

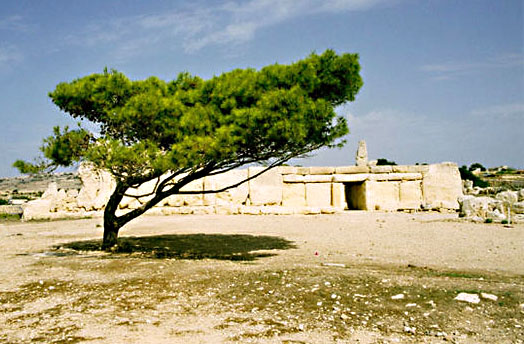
Hagar Qim

Il sito preistorico di Hagar Qim - a Qrendi, sull'isola di Malta - consiste in un gruppo di edifici megalitici monumentali costruiti nel tardo neolitico, circa 5000 anni fa. Costruzioni similari sono state trovate in più di altri venti differenti aree in Malta e Gozo ma il sito più vicino ad Hagar Qim è Menaidra, a soli 500 metri di distanza.
Ħaġar Qim si trova in cima ad una collina: verso sud si estende il Mediterraneo mentre verso nord si può apprezzare l'intera pianura meridionale maltese.
Il tipo di calcare impiegato per la realizzazione del tempio è la globigerina; morbida, di colore giallastro e probabilmente trasportata da una vicina cava, è ancora utilizzata nella realizzazione di nuovi edifici.
La struttura principale è la più complessa tra i templi megalitici; si nota piuttosto chiaramente che la costruzione dell'intero complesso non avvenne in un momento unico, ma in più riprese tramite modifiche ed ampliamenti. È inoltre inusuale poiché possiede più ingressi orientati secondo diverse direzioni.
Oltrepassato il trilite d'ingresso dell'edificio a sud-est, ci si trova in una corte centrale il cui pavimento è, anch'esso, in lastre megalitiche. A sinistra del percorso predefinito si può notare un altare scolpito finemente con un motivo ad albero oltre ad una lastra con motivi a spirale; i cui originali si trovano nel National Museum of Archaeology di Valletta mentre, nel sito, sono state inserite delle copie. Dall'altro lato del percorso vi è un megalite forato; tali passaggi danno solitamente accesso a camere circolari o absidi. La parte superiore della facciata intorno all'ingresso è stata in parte ricostruita nel secondo dopoguerra.
Camminando intorno all'edificio si possono notare interessanti caratteristiche, tra cui il più grande megalite eretto in qualsiasi tempio maltese che misura ben 6,4 metri da parte a parte.
È ancora in dubbio se i templi possedessero una copertura, anche solo parziale, o meno: in caso affermativo la struttura si basava probabilmente su un sistema di anelli megalitici circolari posati in successione l'uno sull'altro fino ad una lastra finale, poggiata sulla cima.
Le strutture di copertura realizzate su Hagar Qim e Menaidra nel biennio 2008-2009 - finanziate dai Fondi di Sviluppo Regionali Europei - sono state installate al fine di proteggerli dagli agenti atmosferici e per tutelarli nell'interesse delle generazioni future.

## Menaidra

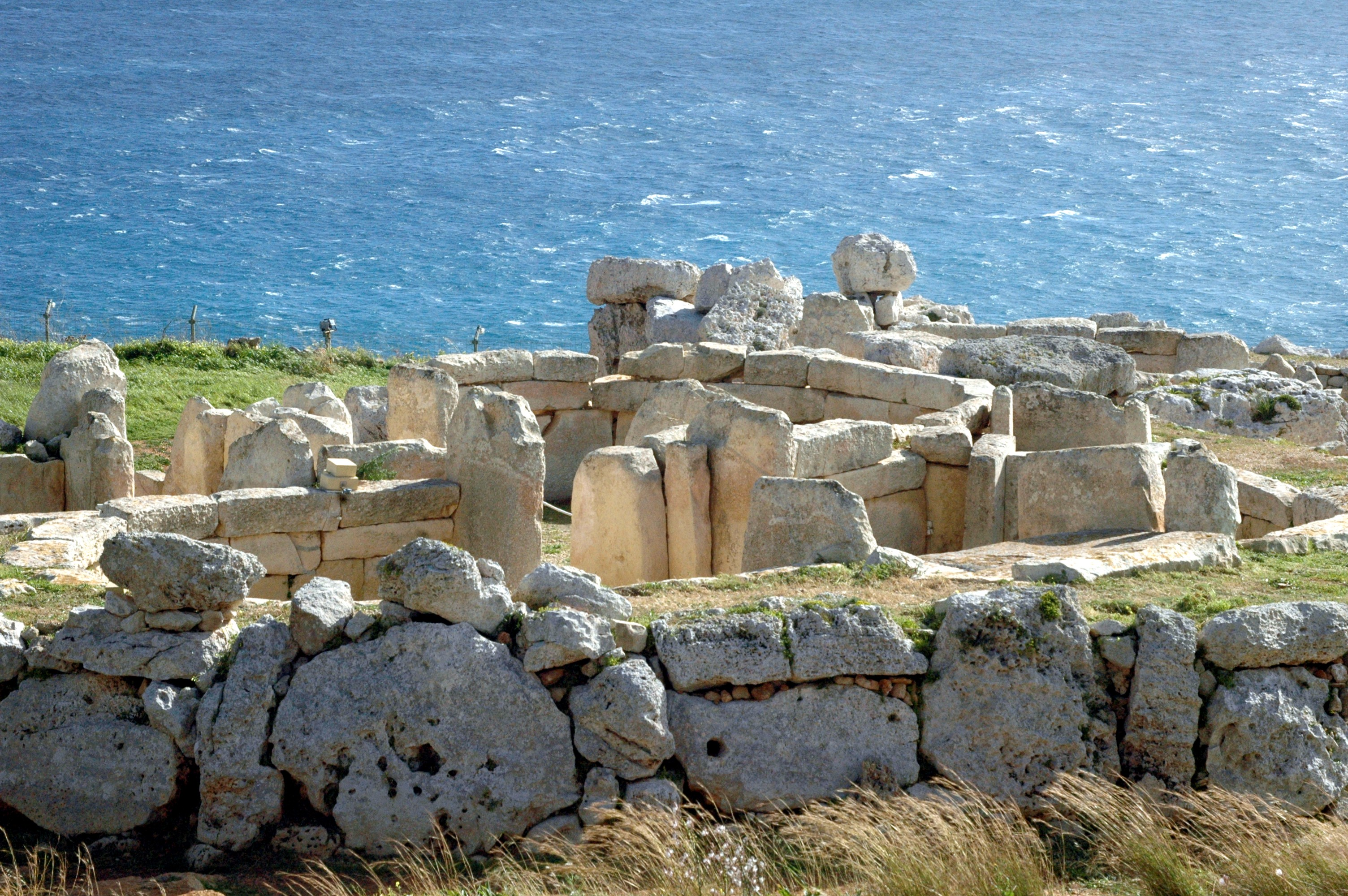
Menaidra

Da Hagar Qim il terreno degrada dolcemente fino al tempio di Menaidra che si trova su un pianoro limitato sulla costa sud di Malta. Il paesaggio è inoltre punteggiato dalla presenza di capanne realizzate da cacciatori di uccelli.
La torre che si intravede sulla sinistra a metà percorso da Hagar Qim a Menaidra è la Ħamrija tower; una delle tredici torri di controllo volute nel 1659 dal Gran Maestro Martin de Redin. A breve distanza vi è inoltre una lapide commemorativa dedicata a Sir Walter Norris Congreve, governatore inglese scomparso nel 1927. La salma fu sepolta in mare nel tratto tra dove è attualmente posata la lapide e l'isolotto roccioso di Filfla; diede inoltre il nome a tale canale.
Osservando dal piazzale di fronte, le strutture megalitiche di Menaidra, si può notare che consta in tre edifici distinti. Il primo e più antico nucleo è il minore - consistente in tre absidi - visibile sulla destra del sito e risalente al 3600 - 3200 a.C. (fase Gigantia). Il tempio sud, sulla sinistra, con la sua facciata concava, fu il secondo ad essere costruito nella prima fase Tarxien, seguito dopo poco dal tempio centrale, eretto su un pianoro artificiale tra le due strutture precedenti.
Il tempio sud fu costruito di modo che l'ingresso fosse allineato con i raggi solari dell'alba durante gli equinozi di primavera e di autunno (20 marzo e 22 settembre). In occasione dei solstizi di inverno e di estate (21 dicembre e 21 giugno) i raggi solari oltrepassano l'ingresso colpendo due megaliti decorati specifici.
L'ingresso trilitico del tempio sud conduce a due absidi: in quello a sinistra vi è un ulteriore passaggio decorato con un motivo bucherellato (una tecnica simile fu impiegata nelle camere superiori); l'abside di destra possiede un corso orizzontale supplementare di blocchi poggiati sui megaliti riconducibili ad una possibile copertura.
Il tempio centrale si basa su una piattaforma artificiale e possiede una pianta simile al meridionale; dalla parte opposta rispetto all'entrata si trova una nicchia con altare mentre lungo il muro dell'abside di sinistra vi è un passaggio che conduce ad una camera supplementare, anch'essa dotata di un altare coperto.
Gli scavi archeologici cominciarono nel 1840, un anno più tardi rispetto a quelli condotti ad Hagar Qim, e ne furono condotti di ulteriori negli anni successivi.
La tipologia di roccia presente in loco condizionò la realizzazione dei templi: il calcare globigerina, presente nei pressi di Hagar Qim, fu utilizzato per tale costruzione; il calcare corallino - più resistente agli agenti atmosferici - fu invece impiegato per i muri esterni di Menaidra, i cui muri interni e i decori furono realizzati in globigerina.
Questa seconda tipologia di calcare è morbido e facile da tagliare: ne derivò che fu possibile ottenere megaliti con superfici lisce e regolari, che ben si incastravano gli uni agli altri.

## Tarscen

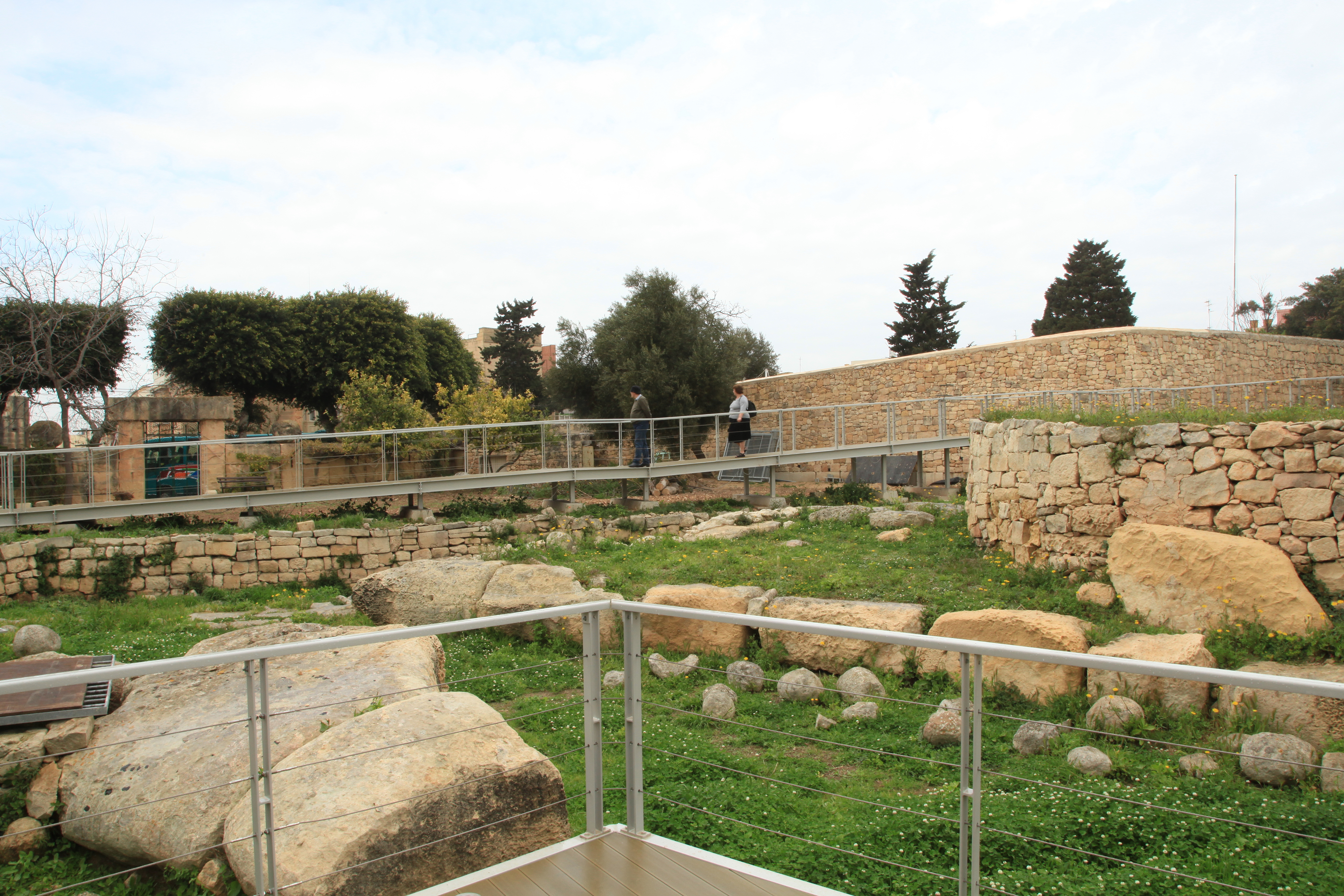
Tarscen

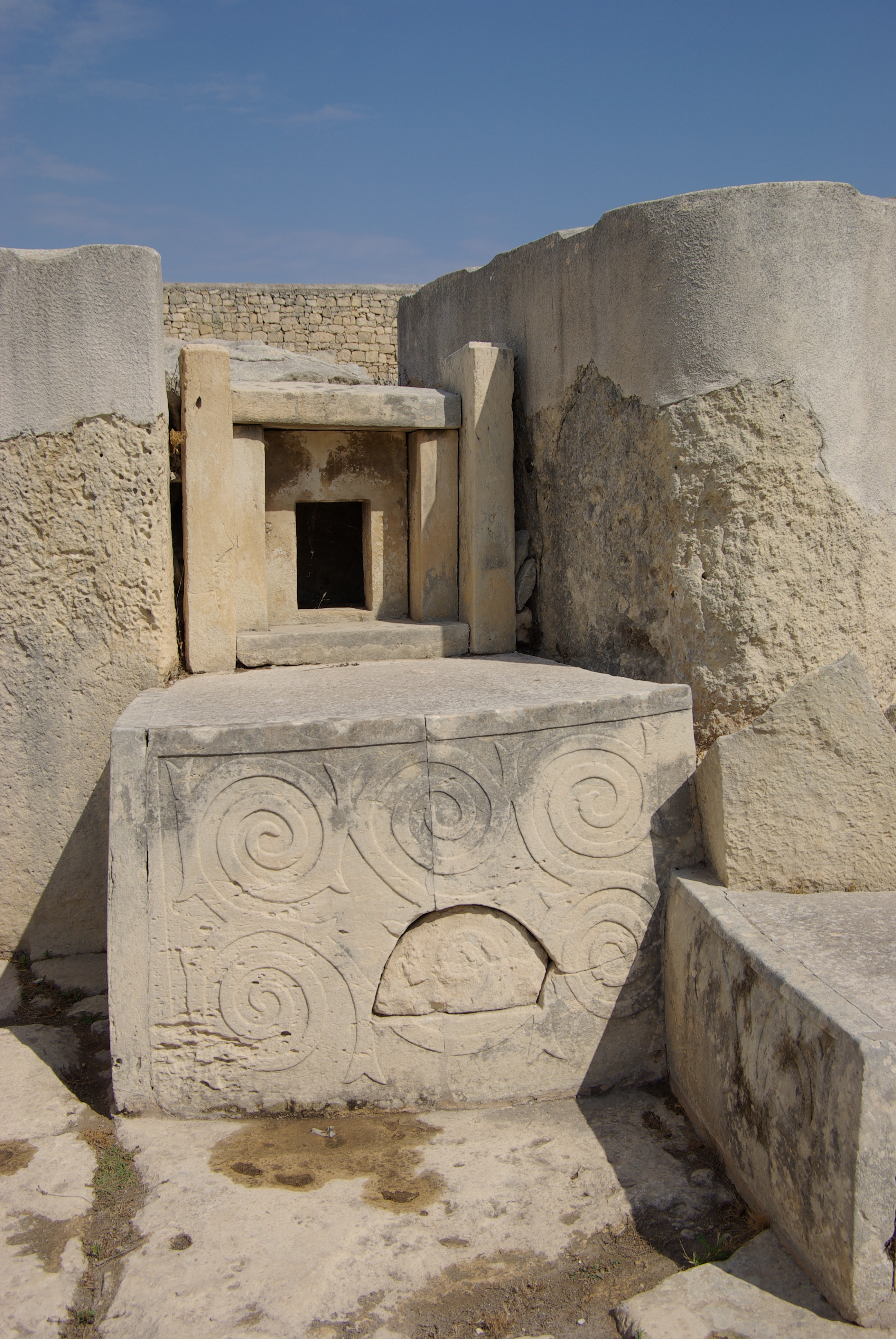
Un altare del complesso megalitico di Tarscen

I templi di Tarscen furono costruiti nel momento di massimo splendore del periodo dell'età templare e testimoniano l'apice dell'arte preistorica, dell'architettura e dei rituali nel tardo neolitico maltese.
La prima struttura megalitica fu eretta intorno al 3600 a.C.: i resti di tale edificio si ritrovano nell'area all'estremo est del sito. Originariamente consisteva in cinque camere semicircolari, conosciute come absidi, ed in una facciata concava.
Il tempio orientale fu il primo ad essere costruito durante la fase Tarscen (3000 - 2500 a.C.), seguito dalla formazione sud e da quella centrale. In tali strutture furono inserite notevoli opere d'arte. Il tempio sud possiede difatti la più grande concentrazione di arte megalitica: blocchi lapidei con bassorilievi con motivi a spirale e rappresentazioni di animali (capre, tori, maiali ed un montone). Erano probabilmente allevati dalla popolazione preistorica e le loro rappresentazioni, come il ritrovamento delle loro ossa dentro tali edifici, suggeriscono che alcuni di essi furono offerti in sacrificio.
Il tempio centrale fu probabilmente l'ultimo ad essere eretto e presenta la pianta più complessa avendo ben sei absidi. Il passaggio tra il primo ed il secondo paio di absidi è bloccato da un megalite recante un decoro a doppia spirale; ciò suggerisce che l'edificio doveva aver avuto un accesso limitato, essendo stato riservato ad uno speciale gruppo di persone, un'élite o degli iniziati.

### La scoperta del sito
Nel 1913 alcuni contadini informarono Sir Zammit, impegnato negli scavi dell'ipogeo di Ħal-Saflieni, di aver rinvenuto grandi blocchi lapidei durante le operazioni di aratura di un campo poco distante.
Zammit si occupò delle campagne di scavo tra il 1915 ed il 1919: la prima parte ad essere interessata da tali opere fu il tempio sud che comprendeva anche un cimitero crematorio (risalente all'età del Bronzo, 2500 a.C. circa), successivamente fu riportato alla luce il tempio centrale, poi l'orientale ed infine il corpo all'estremo est del sito (il primo ad essere eretto).
Ulteriori scavi furono condotti in diverse parti del complesso templare tra il 1921 ed il 1958.
Nel 1997 il Museum Department condusse una nuova campagna nell'area a nord e ad est dei templi: ne derivò la scoperta di nuovi elementi megalitici che dimostrarono la notevole complessità del sito preistorico.